# Oselište
Oselište är ett samhälle i Bosnien och Hercegovina.   Det ligger i entiteten Federationen Bosnien och Hercegovina, i den centrala delen av landet, 40 km nordväst om huvudstaden Sarajevo. Oselište ligger 483 meter över havet och antalet invånare är 115.
Terrängen runt Oselište är huvudsakligen kuperad. Oselište ligger nere i en dal. Runt Oselište är det ganska tätbefolkat, med 93 invånare per kvadratkilometer.. Närmaste större samhälle är Zenica, 16,8 km norr om Oselište.
I omgivningarna runt Oselište växer i huvudsak lövfällande lövskog.